# Європейський кіноприз
Європейський кіноприз (англ. European Film Awards, EFA; нім. Europäischer Filmpreis) — нагорода за видатні досягнення в Європейському кінематографі, яку вручає Європейська кіноакадемія щорічно з 1988 року. Нагороди вручають у понад 10 категоріях, найважливішою серед яких є Найкращий європейський фільм або Фільм року (Best European Film / Film of the year). Усі нагороди стосуються виключно Європейських фільмів, режисерів, акторів тощо. Через те цю нагороду інколи називають Європейським Оскаром чи Єврооскаром.
До 1996 року Європейський кіноприз називався Фелікс (Felix Awards).

## Процедура визначення переможців
Фільми, які беруть участь у Європейському кінопризі, повинні бути європейськими повнометражними ігровими фільмами, призначеними для широкого театрального прокату, офіційний вихід яких відбувся після 1 липня попереднього року. На основі вибраної програми з 40 фільмів, рекомендованих до номінації, члени Європейської кіноакадемії голосують за номінантів в основних категоріях, які оголошуються на початку листопада. Серед номінантів члени Європейської кіноакадемії шляхом голосування визначають переможців, які оголошуються під час церемоній нагороджування на початку грудня.

## Місце проведення церемонії
Церемонії нагородження Європейського кінопризу проводяться щорічно зазвичай наприкінці листопада — на початку грудня. Вони не мають сталого місця проведення і мігрують різними містами Європи. З 1995 до 2007 року була традиція по непарних роках проводити в Берліні, в штаб-квартирі академії.
| Місто       | Країна          | Кількість | Роки                                                                                     |
| ----------- | --------------- | --------- | ---------------------------------------------------------------------------------------- |
| Барселона   | Іспанія         | 1         | 2004                                                                                     |
| Берлін      | Німеччина       | 15        | 1988, 1993, 1994, 1995, 1997, 1999, 2001, 2003, 2005, 2007, 2011, 2013, 2015, 2017, 2019 |
| Бохум       | Німеччина       | 1         | 2009                                                                                     |
| Глазго      | Велика Британія | 1         | 1990                                                                                     |
| Копенгаген  | Данія           | 1         | 2008                                                                                     |
| Лондон      | Велика Британія | 1         | 1998                                                                                     |
| Париж       | Франція         | 2         | 1989, 2000                                                                               |
| Бабельсберг | Німеччина       | 3         | 1991, 1992, 1996                                                                         |
| Рим         | Італія          | 1         | 2002                                                                                     |
| Таллінн     | Естонія         | 1         | 2010                                                                                     |
| Варшава     | Польща          | 2         | 2006, 2016                                                                               |
| Валлетта    | Мальта          | 1         | 2012                                                                                     |
| Рига        | Латвія          | 1         | 2014                                                                                     |
| Вроцлав     | Польща          | 1         | 2016                                                                                     |
| Севілья     | Іспанія         | 1         | 2018                                                                                     |
| Рейк'явік   | Ісландія        | 2         | 2020, 2022                                                                               |

## Категорії
Головною нагородою Європейського кінопризу є приз за найкращий європейський фільм (European Film). Число категорій номінацій коливалося від 15 до 25 в різних роках. Більшість переможців визначаються членами Європейської кіноакадемії, в одній категорії онлайн-голосуванням глядачів (Приз глядацьких симпатій за найкращий європейський фільм — People's Choice Award for Best European Film) і в ще одній кінокритиками Міжнародної Федерації кінопреси — Приз ФІПРЕССІ.
| Категорія                                   | Оригінальна назва                             | Вручають з |
| ------------------------------------------- | --------------------------------------------- | ---------- |
| Найкращий фільм                             | European Film                                 | 1988       |
| Найкращий режисер                           | European Director                             | 1988       |
| Найкращий актор                             | European Actor                                | 1988       |
| Найкраща акторка                            | European Actress                              | 1988       |
| Найкращий сценарист                         | European Screenwriter                         | 1988       |
| Найкращий оператор                          | Carlo Di Palma European Cinematographer Award | 1988       |
| Найкращий монтаж                            | European Editor                               | 1991       |
| Найкращий художник-постановник              | European Production Designer                  | 1988       |
| Найкращий композитор                        | European Composer                             | 1989       |
| Найкращий фільм для дітей                   | European Discovery — Prix Fipresci            | 1988       |
| Найкращий документальний фільм              | European Film Academy Documentary — Prix Arte | 1989       |
| Найкращий анімаційний фільм                 | European Film Academy Animated Feature Film   | 2009       |
| Найкращий короткометражний фільм            | European Short Film                           | 1998       |
| Найкращий фільм спільного виробництва       | European Co-Production Award — Prix Eurimages | 2007       |
| Європейський внесок у світове кіно          | European Achievement in World Cinema          | 1997       |
| Спеціальна почесна відзнака                 | EFA Special Honorary Award                    | 1988       |
| Приз глядацьких симпатій за найкращий фільм | People's Choice Award for Best European Film  | 2006       |

Колишні номінації
- Найкращий дебютний фільм (1988—1996)
- Найкращий актор другого плану (1988, 1990—1992)
- Найкраща акторка другого плану (1988, 1990—1992)
- Найкращий актор другого плану (для обох статей, 1989)
- За творчість в цілому (1988—2010)
- Найвагоміший художній внесок (Prix d'Excellence) (2006—2009)
- Найкращий неєвропейський фільм (Screen International Prix) (1996—2005)